# Попадюк, Дору
Дору Попадюк (рум. Doru Popadiuc; род. 18 февраля 1995 года, Сучава, Румыния) — румынский футболист, полузащитник румынского клуба «Университатя» Клуж-Напока.

## Карьера
Футбольную карьеру начинал в 2013 году в провинциальном клубе «Чахлэул».
В январе 2016 года стал игроком известного бухарестского клуба «Стяуа». И хотя сыграл всего две игры, забил гол и стал с клубом серебряным призёром чемпионата Румынии-2016.
Летом 2016 года перешёл в клуб «Волунтари». В мае 2017 года выиграл с ним Кубок Румынии в финале у действующего чемпиона клуба «Астра» из города Джурджу, а 9 июля его команда выиграла и Суперкубок Румынии у нового чемпиона клуба «Вииторул» из Констанцы.
В начале 2018 года вместе с другим румынским футболистом защитником Адрианом Аврэмия подписал годовой контракт с казахстанским клубом «Иртыш» . В 26 матчах забил 5 голов. Клуб занял лишь 10 место в чемпионате, но выиграл обе переходные игры у шымкентского «Кырана» из Первой лиги (2:1, 3:0) и остался в Премьер-лиге.

## Достижения
«Стяуа»
- Серебряный призёр чемпионата Румынии: 2015/16

«Волунтари»
- Обладатель Кубка Румынии: 2016/17
- Обладатель Суперкубка Румынии: 2017